# Jean-Luc Dompé
Jean-Luc Mamadou Diarra Dompé (ur. 12 sierpnia 1995 w Arpajon) – francuski piłkarz pochodzenia malijskiego grający na pozycji lewoskrzydłowego. Od 2022 jest zawodnikiem klubu Hamburger SV.

## Kariera klubowa
Swoją piłkarską karierę Dompé rozpoczął w klubie Valenciennes FC. W 2012 roku zaczął grać w rezerwach tego klubu, a w sezonie 2014/2015 stał się również członkiem pierwszego zespołu. 1 sierpnia 2014 zadebiutował w jego barwach w Ligue 2 w przegranym 0:2 wyjazdowym meczu z Gazélec Ajaccio.
W lipcu 2015 Dompé przeszedł do belgijskiego Sint-Truidense VV. Swój debiut w nim zaliczył 24 lipca 2015 w zwycięskim 2:1 domowym meczu z Club Brugge. W Sint-Truidense spędził pół roku.
W styczniu 2016 Dompé został piłkarzem klubu Standard Liège. Swój debiut w Standardzie zanotował 7 lutego 2016 w przegranym 1:2 domowym meczu z Sint-Truidense VV. W sezonie 2015/2016 zdobył ze Standardem Puchar Belgii.
W styczniu 2017 Dompé został wypożyczony do KAS Eupen, a zadebiutował w nim 29 stycznia 2017 w przegranym 0:3 wyjazdowym meczu z Royalem Excel Mouscron. W KAS Eupen wystąpił dwukrotnie.
Na sezon 2017/2018 Dompé został wypożyczony do Amiens SC. Swój jedyny mecz w tym klubie rozegrał 12 sierpnia 2017 przeciwko Angers SCO (0:2).
1 lipca 2018 Dompé przeszedł do KAA Gent. Zadebiutował w nim 27 lipca 2018 w przegranym 2:3 wyjazdowym meczu ze Standardem Liège. Zawodnikiem klubu z Gandawy był do 31 stycznia 2020.
W styczniu 2020 Dompé został piłkarzem SV Zulte Waregem. 2 lutego 2020 zadebiutował w nim w zwycięskim 5:0 domowym meczu z Waasland-Beveren.
| Sezon   | Klub              | Kraj    | Rozgrywki              | Mecze | Gole |
| ------- | ----------------- | ------- | ---------------------- | ----- | ---- |
| 2012/13 | Valenciennes FC B | Francja | Championnat National 2 | 7     | 0    |
| 2013/14 | Valenciennes FC B | Francja | Championnat National 2 | 15    | 3    |
| 2014/15 | Valenciennes FC   | Francja | Ligue 2                | 17    | 0    |
| 2014/15 | Valenciennes FC B | Francja | Championnat National 2 | 5     | 0    |
| 2015/16 | Sint-Truidense VV | Belgia  | Eerste klasse A        | 13    | 1    |
| 2015/16 | Standard Liège    | Belgia  | Eerste klasse A        | 8     | 1    |
| 2016/17 | Standard Liège    | Belgia  | Eerste klasse A        | 7     | 0    |
| 2016/17 | KAS Eupen         | Belgia  | Eerste klasse A        | 2     | 0    |
| 2017/18 | Amiens SC         | Francja | Ligue 1                | 1     | 0    |
| 2018/19 | KAA Gent          | Belgia  | Eerste klasse A        | 23    | 1    |
| 2019/20 | KAA Gent          | Belgia  | Eerste klasse A        | 6     | 0    |
| 2019/20 | SV Zulte Waregem  | Belgia  | Eerste klasse A        | 6     | 0    |
| 2020/21 | SV Zulte Waregem  | Belgia  | Eerste klasse A        | 27    | 6    |

## Kariera reprezentacyjna
Dompé ma w swojej karierze występy w reprezentacji Francji U-20.